# Lee Chapman
Lee Chapman (Lincoln, 5 dicembre 1959) è un ex calciatore inglese, di ruolo attaccante.

## Biografia
Figlio di Roy Chapman, ex attaccante, è sposato con Leslie Ash, assieme alla quale possiede alcuni ristoranti.
Nel 2011 la famiglia di Chapman fu coinvolta, suo malgrado, nello scandalo dello spionaggio del News of the World: l'ex calciatore e sua moglie, infatti, dichiararono di essere pronti a citare in giudizio il giornale, per violazione della privacy. Dopo aver avvertito la polizia dei loro sospetti, fu confermata la presenza di informazioni sulla coppia e sui loro figli.

## Carriera

### Club
Chapman cominciò la carriera con la maglia dello Stoke City, ma fece il proprio debutto in campionato con il Plymouth. Tornò poi ai Potters, dove s'impose come titolare e dove segnò 34 reti in 99 incontri. L'Arsenal pagò 500.000 sterline per assicurarsene le prestazioni. Nel 1983, passò al Sunderland.
Nel 1984 passò così allo Sheffield Wednesday, dove rimase fino al 1988: mise a referto 63 reti in 149 incontri di campionato. Nel 1988 passò ai francesi del Niort, prima di essere portato al Nottingham Forest da Brian Clough. Chapman segnò una rete nella finale di Football League Cup 1988-1989, vinta per 3-1 sul Luton Town.
Nel 1990, si trasferì al Leeds United. Chapman fu capocannoniere della squadra per il campionato 1991-1992, vinto proprio dal suo Leeds. Nella prima giornata di quell'annata, realizzò una doppietta ai danni del Wimbledon. Sempre nella stessa stagione, fu autore di due triplette: la prima in una vittoria per 1-6 contro la sua ex squadra dello Sheffield Wednesday; la seconda in un successo per 5-1 sul Wimbledon. Fu ceduto al termine del campionato 1992-1993.
Dopo questa esperienza, passò al Portsmouth. Si trasferì successivamente al West Ham, dove mise a referto 8 reti in 40 partite. Fu in seguito ceduto all'Ipswich Town in cambio di 70.000 sterline. Militò poi brevemente per Leeds e Swansea City.
Nel 1996, passò ai norvegesi dello Strømsgodset. Esordì nella Tippeligaen in data 9 giugno, subentrando a Marcus Ziegler nella sconfitta per 5-2 sul campo del Moss, trovando anche la via del gol. Si ritirò quando terminò quest'avventura.

### Nazionale
Chapman giocò una partita per l'Inghilterra under 21.

## Palmarès

### Club

#### Competizioni nazionali
- Coppa di Lega inglese: 1

Nottingham Forest: 1988-1989
- Campionato inglese: 1

Leeds United: 1991-1992
- Charity Shield: 1

Leeds United: 1992